# 蒸肉餅
蒸肉餅，是中國烹飪家常便飯的廣東小菜，款式不少，例如咸魚蒸肉餅、咸蛋蒸肉餅、梅菜蒸肉餅、冬菇蒸肉餅、土魷馬蹄蒸肉餅及蒸肉餅加生雞蛋。

## 食材
蒸肉餅的肉餅成分多數是豬肉，其中肉餅由肉類用菜刀亂刀剁肉而成，當中人工功夫不少。現代肉餅製作或者轉用攪肉，口感不同。

## 坊間技巧
有飲食專欄指出應選用文武刀作主要的剁切，因可以把肉整齊地切成工整的顆粒以確保口感；而已充分攪拌至起膠的豬肉可以再摔撻一番，把當中的空氣擠出，令肉質更彈牙。

## 参考文献

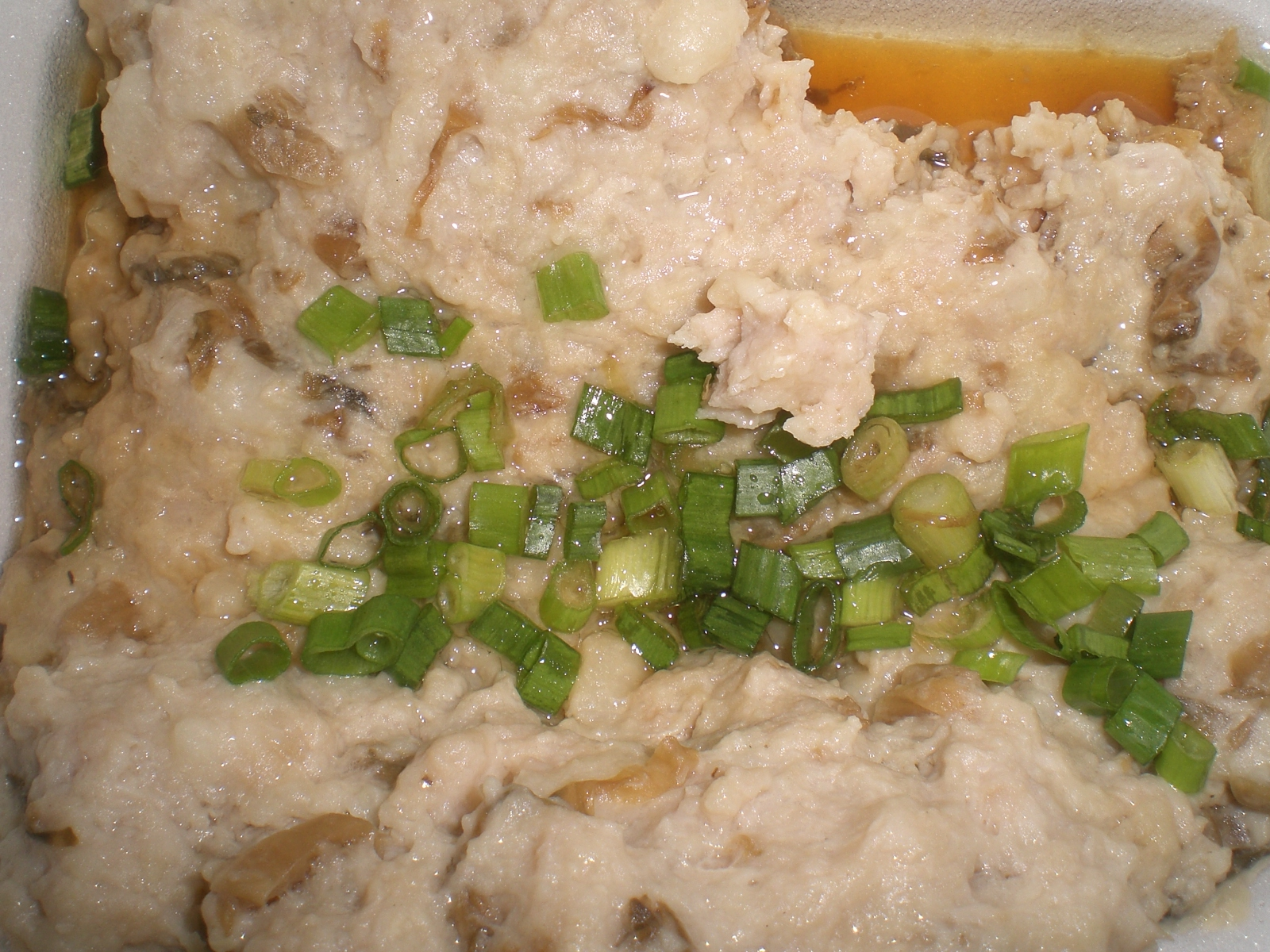
蒸豬肉餅
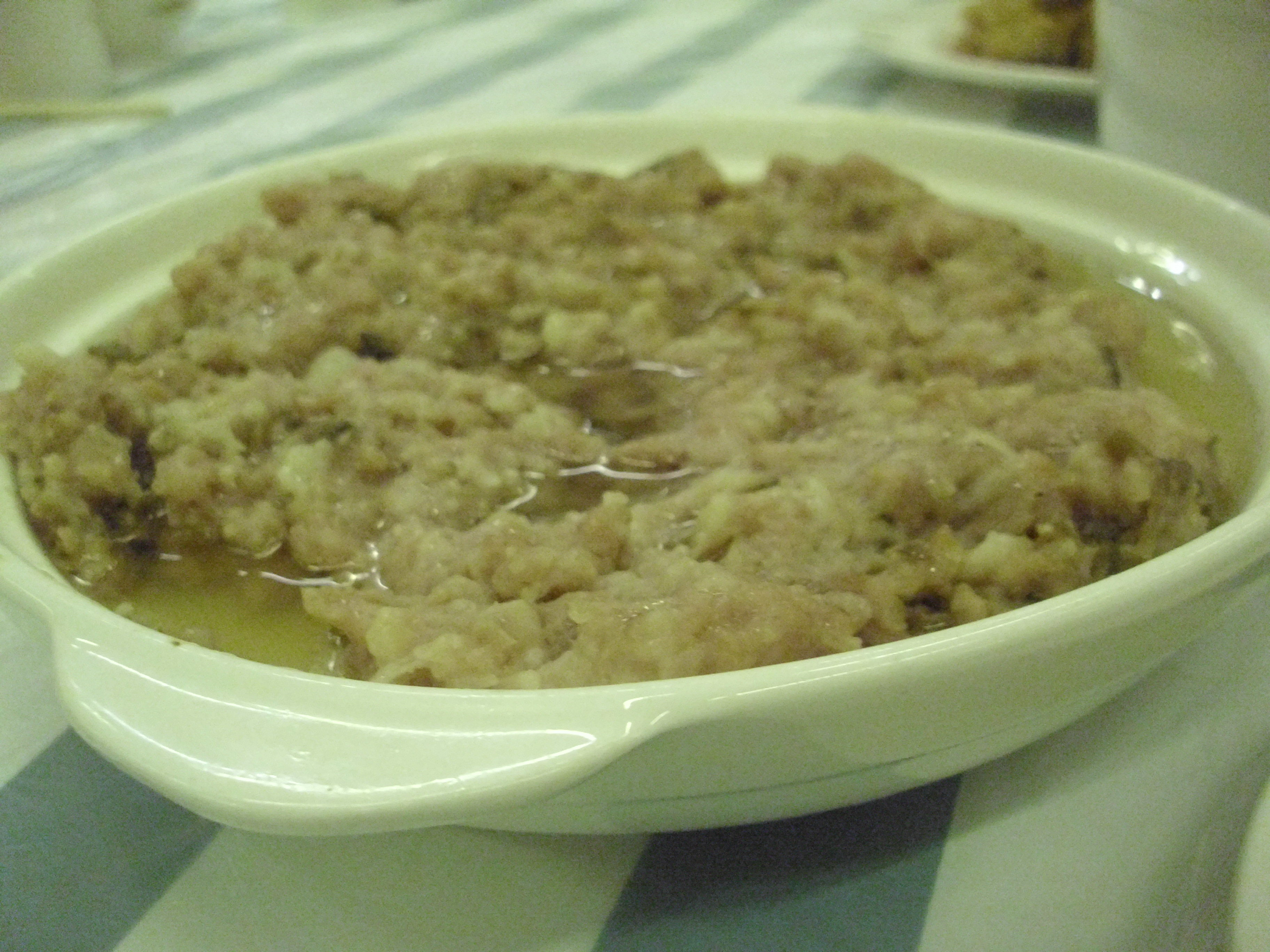
豬肉餅
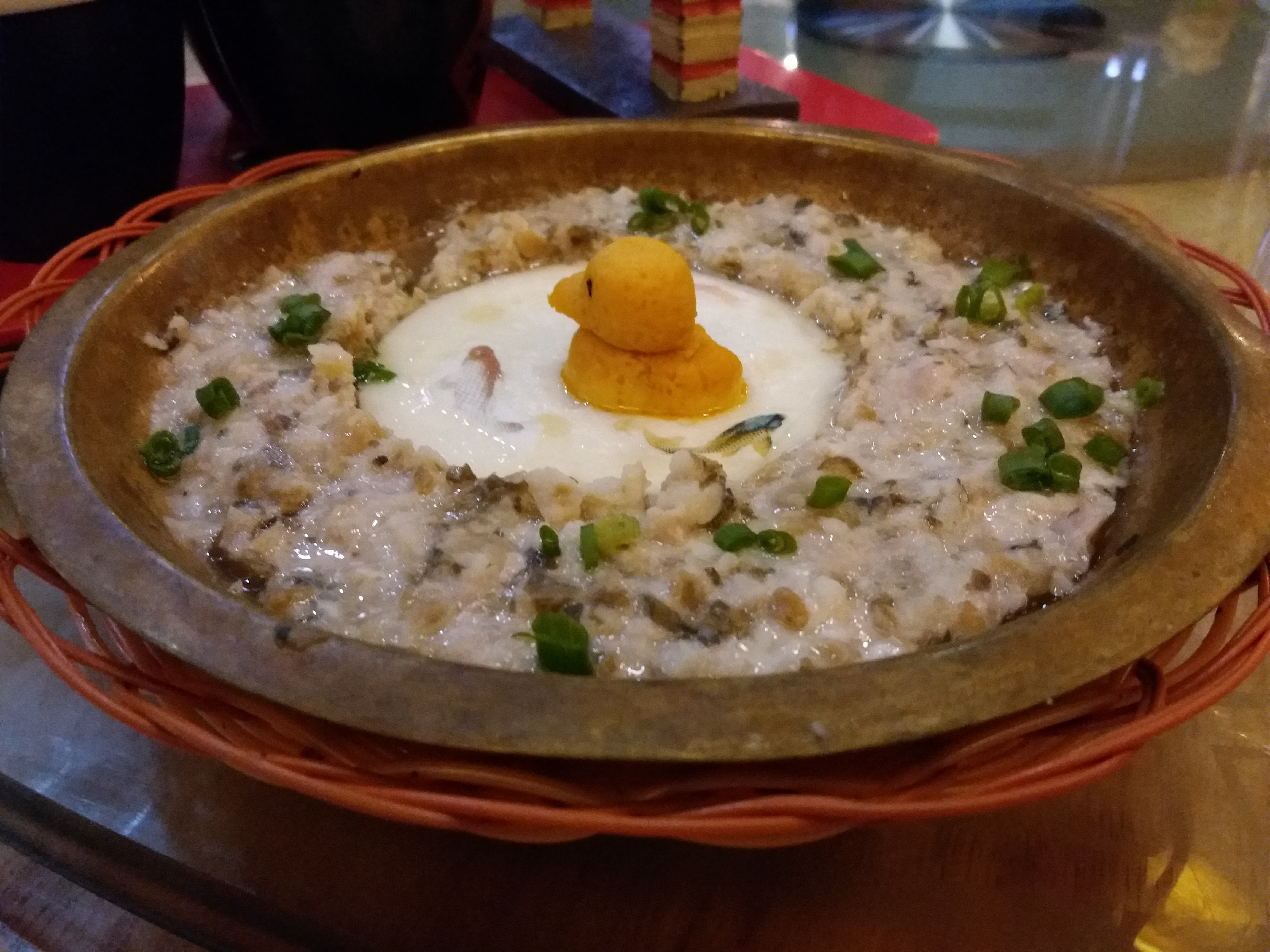
鹹蛋蒸肉餅
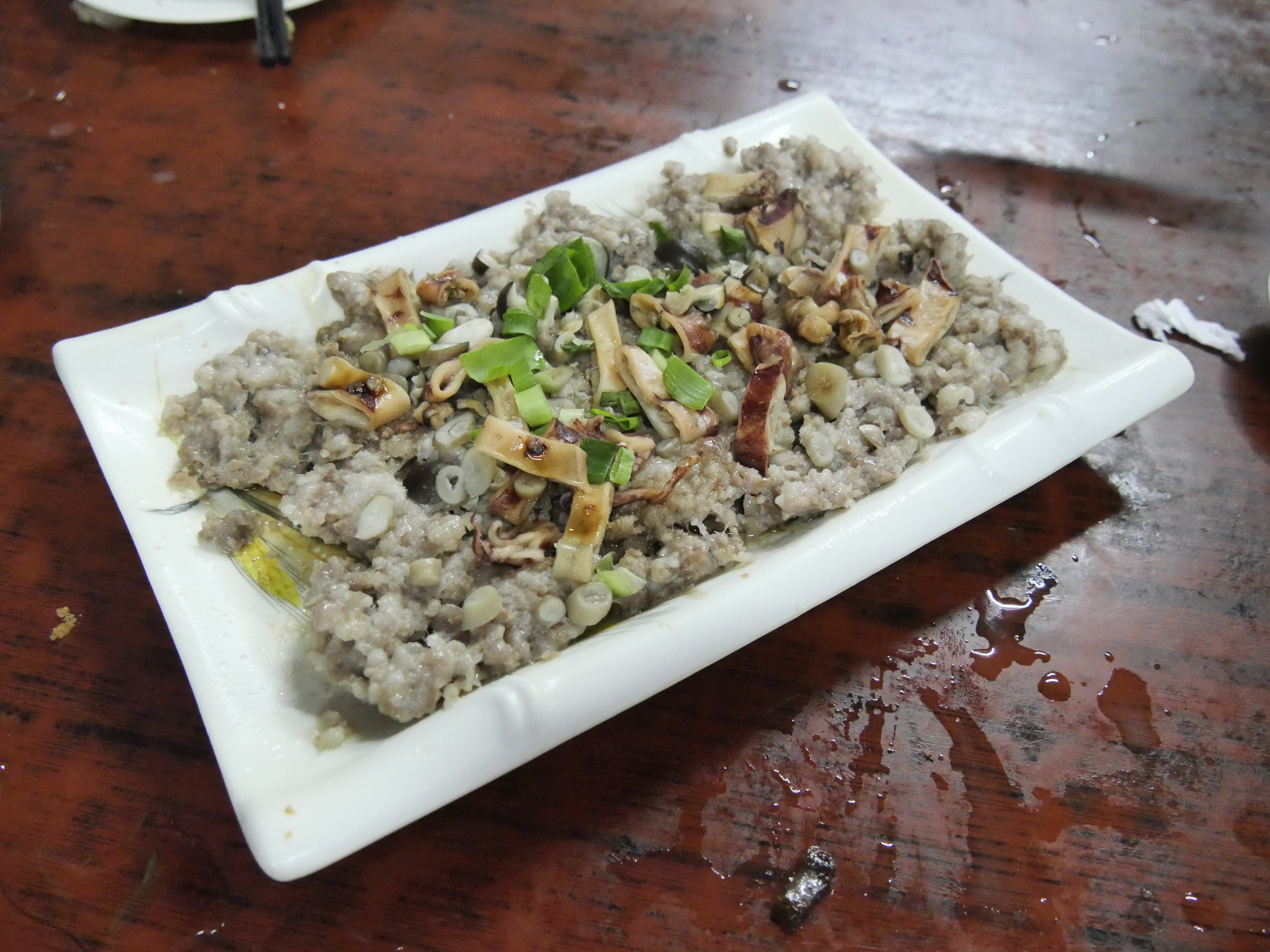
土魷魚蒸肉碎